# Krakkói András
Krakkói András, vagy más néven Andrzej Jastrzębiec (Krakkó, ? – Litvánia, Vilna, 1399) püspök.

## Élete
Nagy Lajos édesanyjának, Erzsébet királynénak a gyóntatója volt, akinek pártfogásával 1371. március 9-én szereti püspök lett, majd 1372. január 17-én a halicsi püspökséget is megkapta. XI. Gergely pápa 1372. júliusában a halicsi püspökséget érsekségre emelte, ekkor Krakkói András a gnezniói érsekség segédpüspöke, 1386-ban pedig Vilna első püspöke lett, amit VI. Orbán pápa 1388. március 12-én erősített meg. 
Utóda  1386-ban a szereti széken Gamsnál lett.
A litvániai Vilnában hunyt el 1399-ben.